# 葉瓦利夫島

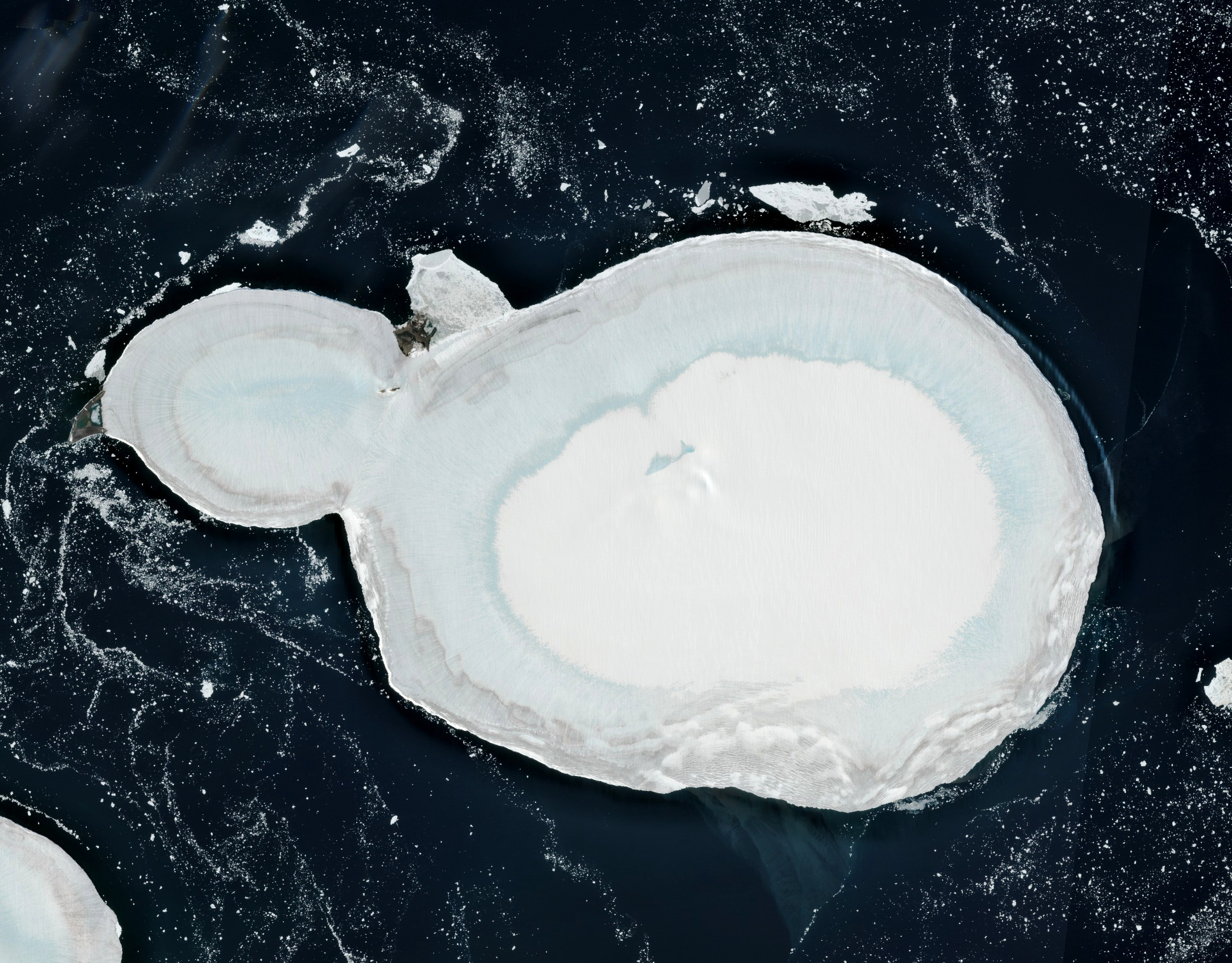
葉瓦利夫島的空照圖

葉瓦利夫島是俄羅斯的島嶼，屬於法蘭士約瑟夫地群島的一部分，位於馬克林托卡島以北，由阿爾漢格爾斯克州負責管轄，長10公里、寬4.7公里，最高點海拔高度429米。
81°38′N 63°06′E / 81.633°N 63.100°E

## 外部連結
- Fridtjof Nansen's early map（页面存档备份，存于）
- （页面存档备份，存于）
- Eva Nansen: